# Heinz Prüfer
Ernst Paul Heinz Prüfer (10 de novembro de 1896 — 7 de abril de 1934) foi um matemático alemão. Trabalhou com grupos abelianos, números algébricos, teoria dos nós e teoria de Sturm-Liouville. Obteve um doutorado em 1921 na Universidade de Berlim, com a tese Unendliche Abelsche Gruppen von Elementen endlicher Ordnung, orientado por Issai Schur.